# Mekane-Yesus-Kirche
Die äthiopische evangelische Kirche Mekane Yesus (englische Abkürzung: EECMY = Ethiopian Evangelical Church Mekane Yesus) wurde 1959 gegründet.

## Geschichte
Der Name „Mekane Yesus“ kommt aus der äthiopisch-orthodoxen Kirchensprache, dem Altäthiopischen, und heißt ins Deutsche übersetzt: Der Ort Jesu. 
Die Mekane-Yesus-Kirche ging aus Reformbewegungen innerhalb der orthodoxen Kirche und aus der Arbeit lutherischer Missionen aus Schweden, Deutschland, Norwegen, Dänemark und den USA hervor. 1975 schloss sie einen Kooperationsvertrag mit der Evangelisch-lutherischen Landeskirche Hannovers, in dem sich beide Kirchen als vollwertige Partner anerkannten, gegenseitig die Ordination anerkannten und die Kanzel- und Abendmahlsgemeinschaft bestätigten.
Unter dem seit 1975 herrschenden kommunistischen Militärregime war die EEMYC wie andere äthiopische Kirchen starken Repressionen ausgesetzt, darunter Beschlagnahme und Enteignung kirchlicher Einrichtungen und willkürliche Inhaftierung von Mitarbeitern. Der Generalsekretär Gudina Tumsa wurde am 28. Juli 1979 verhaftet und ermordet.
Anfang 2013 beschloss die Generalsynode, die Partnerschaft mit der Evangelisch-Lutherischen Kirche von Amerika und der Schwedischen Kirche zu beenden. Der Grund dafür ist, dass diese Kirchen die Lebensgemeinschaft homosexueller Paare anerkennen.

## Aufgaben
Unter dem Motto „Dem ganzen Menschen dienen“ („Serving the Whole Person“) verfolgt die EECMY einen ganzheitlichen Dienst, der sich nach eigenen Angaben an den spirituellen und physischen Bedürfnissen der Menschen orientiert. Neben geistlich-theologischen Aufgaben arbeitet die Kirche in folgenden Bereichen:
- Bildung und Sozialarbeit für Kinder und Jugendliche (Education, Child and Youth Development Program), einschließlich medizinischer Versorgung
- Gleichberechtigung von Frauen (Women Empowerment and Inclusive Development)
- Nothilfe und Friedensarbeit (Humanitarian Response and Peacebuilding Program)
- Nachhaltige ländliche Entwicklung (Resilience Building Program), einschließlich Bewässerungs-, Bodenkonservierungs- und Aufforstungsprogramme sowie Handwerkerausbildung.

Diese Aktivitäten werden durch den Entwicklungs- und Sozialdienst der Kirche (Development and Social Services Commission) koordiniert.

## Organisation
Die Mekane-Yesus-Kirche ist in 21 Synoden und zwei Spezialorganisationen aufgeteilt und hat 8.564 Gemeinden sowie 3.976 Pastorinnen und Pastoren. Eine Synode entspricht ungefähr in Gebietsumfang und Organisationsform einer größeren evangelischen Landeskirche in Deutschland.
Präsident der Kirche ist seit 2015 Pastor Yonas Yigezu Dibisa, Generalsekretär ist Teshome Amenu.
Die Mekane-Yesus-Kirche ist Mitglied im Ökumenischen Rat der Kirchen (ÖRK), im Lutherischen Weltbund und im Reformierten Weltbund. 
Die Kirche hat etwa 12 Millionen Mitglieder.